# Hadrien Féraud
Hadrien Féraud est un bassiste français de jazz né le 16 août 1984 à Paris.

## Biographie
Hadrien Feraud est né dans une famille très musicale. Ses parents, également musiciens, l'ont plongé dès son plus jeune âge dans des environnements musicaux variés : rock'n roll, blues, funk, R&B, new wave, et bien sûr jazz. Hadrien a commencé à étudier la guitare à l'âge de 8 ans, en prenant des leçons avec son père. Il s'intéresse également aux musiques de film. À l'âge de 10 ans, il a commencé à apprendre les lignes de basse de Earth, Wind & Fire, de la musique de l'époque Motown, de The Police, d'Eric Clapton, de Stevie Wonder, de Michael Jackson, de Prince, de Chic, Donald Fagen, ZZ Top, Alanis Morissette, Sheryl Crow, Kool and the Gang, Don Blackman et plus tard Weather Report, Chick Corea, John McLaughlin et Herbie Hancock. Mais au début, il était plus intéressé par la batterie jusqu'à ce qu'il reçoive une copie de The Birthday Concert de Jaco Pastorius à l'âge de 12 ans. Après avoir entendu Jaco Pastorius, tout a changé. Hadrien se plonge dans des études approfondies de la basse électrique, analysant les techniques de Jaco Pastorius, James Jamerson, Bernard Edwards, Nathan East, Christian McBride, Victor Bailey, Anthony Jackson, Skúli Sverrisson, Gary Willis, Matthew Garrison, Richard Bona, Linley Marthe et Jeff Berlin. Le talent de Hadrien à la basse est largement reconnu dans le monde entier.

## Collaborations
Entre 2003 et aujourd'hui, il a enregistré et joué avec de nombreux musiciens de renom : John McLaughlin, Chick Corea, Lee Ritenour, Hiromi Uehara, Billy Cobham, Gino Vannelli, Jean-Luc Ponty, Bireli Lagrene, Dean Brown, Jada Pinkett Smith, Paco Sery, Matt Garrison, Thundercat, Kamasi Washington, Antonio Farao, Otmaro Ruiz, Scott Kinsey, Marvin Smitty Smith, David Binney, Louis Cole, Walter Smith III, Gerald Clayton, West Coast Get Down, Virgil Donati, Cheick Tidiane Seck, Nguyên Lê, Jean-Pierre Como, Jean-Marie Ecay, Karim Ziad, Dominique Di Piazza, Gary Husband, André Ceccarelli, Dario Chiazzolino, Sylvain Luc, Greg Spero et bien d'autres.

## Activité
Vers la fin de l'année 2004, Hadrien commence à composer pour son premier projet solo, tout en jouant dans plusieurs clubs et jams de la scène parisienne.
En 2005, John McLaughlin invite Hadrien à contribuer à deux titres ("For Jaco", "Senor CS") sur son album Industrial Zen.
Cette rencontre a été déterminante pour Hadrien.
En 2006, il termine l'enregistrement de son premier album solo Hadrien Feraud avec des musiciens invités tels que John McLaughlin, Biréli Lagrène, Flavio Boltro, Jean-Marie Ecay, Jean-Pierre Como, Marc Berthoumieux, Mokhtar Samba, Jim Grancamp, Jon Grancamp, Dominique Di Piazza, Thierry Eliez, Linley Marthe.
En 2007, il participe au projet de trio de Chick Corea. Il part ensuite en tournée en Amérique du Nord et au Canada. Une tournée européenne suit en 2009, en tant que membre de John McLaughlin and the 4th dimension (avec Gary Husband aux claviers et Mark Mondesir à la batterie).
Hadrien Feraud a arrangé et produit l'album Electric Side de Biréli Lagrène.

## En tournée
2012 et 2013 : tournée aux États-Unis et en Europe avec le Dean Brown Band.
2013 : tournée avec Chick Corea & The Vigil : Chick Corea (clavier), Hadrien Feraud (basse) avec Marcus Gilmore à la batterie, saxophones, flûte, clarinette basse et innovation de Tim Garland et du guitariste Charles Altura.

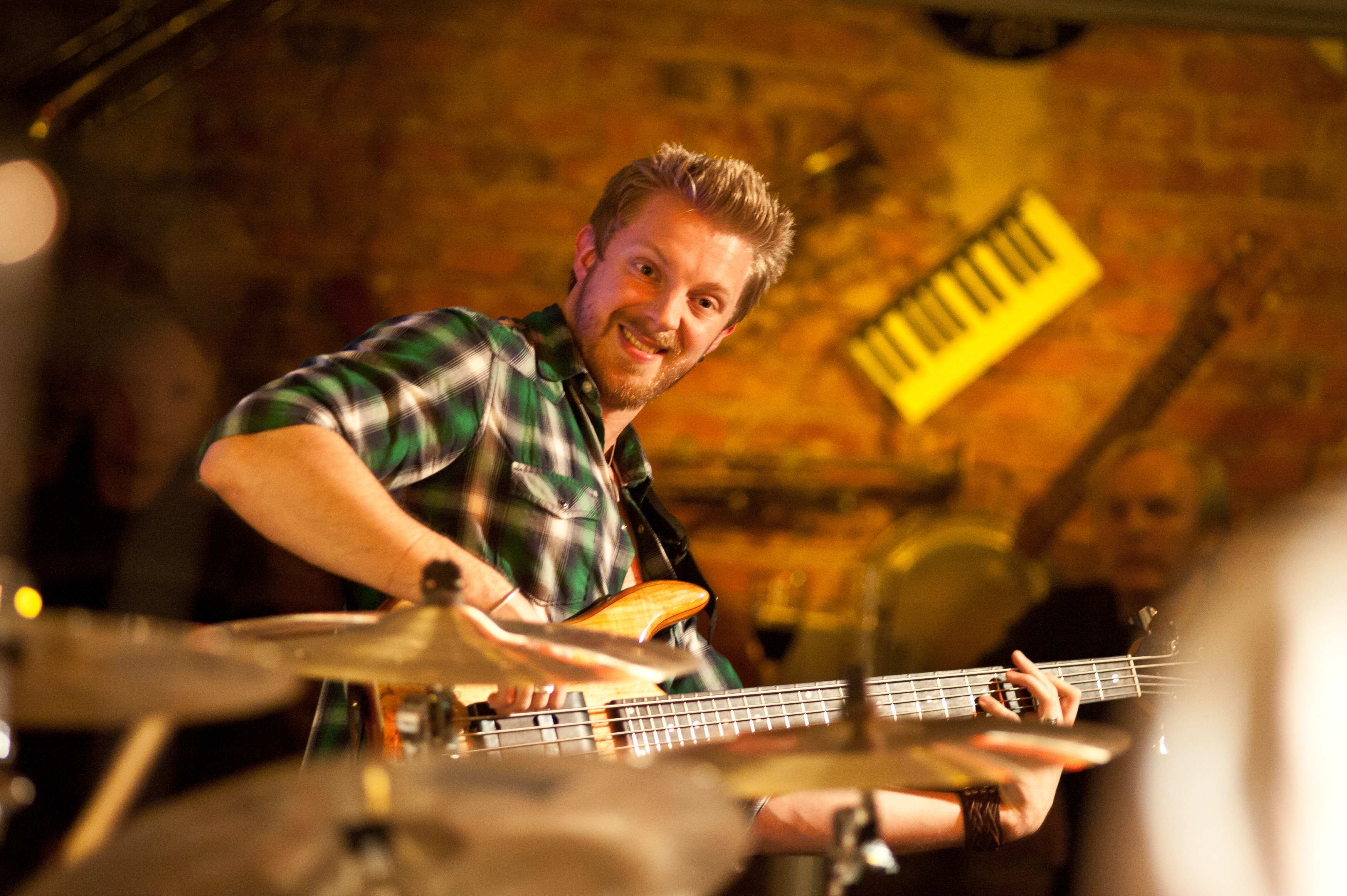
Hadrien Feraud, Jazz-Club Minden/Allemagne 2012.

2016 : Tournée mondiale  avec Lee Ritenour.
2017 : Tournée mondiale avec Hiromi Uehara.
2018 Tournée avec Lee Ritenour.

## Citations
« Bien sûr... Jaco m'a influencé. C'est la raison pour laquelle j'ai voulu devenir musicien !!! »

— Hadrien Feraud

« Quand j'ai entendu Jaco et Weather Report la première fois, je suis tombé amoureux. Ce que j'aime dans la musique de Jaco, ce sont les sentiments et les images qu'elle crée dans votre esprit »

— Hadrien Feraud

« ...pour moi, il est le nouveau Jaco [Pastorius] »

— John McLaughlin

« Habituellement, je fais ce que tout le monde fait ; chaque fois que j'entends quelque chose qui attire mes oreilles, je le prends quand je peux. »

— Hadrien Feraud

## Matériel
- KEN SMITH Burner 5 strings (modèles 2009/2010/2011)
- FODERA Beez Elite 5
- F BASS Fretless 5 strings
- Godin 5 Acc Fretless with Axon Midi system
- Fender Precision Bass 76
- Fender Jazz Bass 66
- Höfner 67
- Mayones model Jabba 5 strings
- Cordes Elixir Strings
- Markbass System AMP[7]
  - Clubs : CMD102P + Traveler 102P
  - Bigger than Club : F1 or SD800 on 2 cabinets 104HR Standard (8 × 10 min)
- TC Electronic FX

## Distinctions
- Down Beat Critics Poll "Rising Star Electric Bassist of the year"  2008
- Down Beat Critics Poll 2d position in "Rising Star Electric Bass"  2009
- Bass Player Magazin "Readers Choice Award" Most Exciting new Player  2009
- Couverture de Bassplayer Magazine 2017
- Couverture de Bassplayer Magazine 2018

## Discographie
- Industrial Zen / John McLaughlin 2006
- Hadrien Feraud / Hadrien Feraud 2007[8]
- Brooklyn, Paris to Clearwater / Chick Corea 2007
- Official Pirate / John McLaughlin and the 4th Dimension 2007
- Floating Point / John McLaughlin 2008
- Bireli Electric Side / Biréli Lagrène 2008
- Christophe et Tony Raymond / Christophe et Tony Raymond 2009
- The Vigil / Chick Corea 2013
- Born in the 80's / Hadrien Feraud 2015
- Spirit Fingers / Greg Spero, Mike Mitchell, Dario Chiazzolino 2018
- Sonicwonderland (feat. Sonicwonder) / Hiromi 2023
- Out There / Hiromi's Sonicwonder 2025